# بيتر بربور
بيتر بربور (بالإنجليزية: Peter Barbour)‏ هو ضابط استخبارات ودبلوماسي أسترالي، ولد في 5 أكتوبر 1925 في غيلونغ في أستراليا، وتوفي في 22 نوفمبر 1996.